# Munhyeong-san
Munhyeong-san är ett berg i Sydkorea.   Det ligger i provinsen Gyeonggi, i den nordvästra delen av landet, 29 km sydost om huvudstaden Seoul. Toppen på Munhyeong-san är 498 meter över havet, eller 300 meter över den omgivande terrängen. Bredden vid basen är 6,6 km.
Terrängen runt Munhyeong-san är huvudsakligen lite kuperad. Runt Munhyeong-san är det tätbefolkat, med 476 invånare per kvadratkilometer. Närmaste större samhälle är Suwon-si, 18,0 km sydväst om Munhyeong-san. Trakten runt Munhyeong-san består till största delen av jordbruksmark.